# Christa Czekay
Christa Czekay, geb. Elsler, später Christa Drust (* 20. März 1944 in Waldenburg, Niederschlesien; † 14. Juni 2017), war eine deutsche Leichtathletin, die – für die Bundesrepublik Deutschland startend – Ende der 1960er-/Anfang der 1970er-Jahre als Läuferin über 400 Meter erfolgreich war.
Sie begann ihre sportliche Karriere beim TV Herrenhausen und wechselte dann über die SG Langenhagen zu Hannover 96. Sie startete 1968 und 1969 für den MTV Peine und wechselte schließlich zum VfL Wolfsburg. Bei einer Körpergröße von 1,68 m hatte sie ein Wettkampfgewicht von 59 kg.

## Erfolge
- Sie war zweimal deutsche Vizemeisterin über 400 Meter:
1968 hinter Helga Henning und vor Gisela Köpke,
1969 hinter Christel Frese und vor Antje Gleichfeld.
- Sie wurde 1968 Deutsche Hallenmeisterin über 200 Meter in 24,9 s vor Elisabeth Kamphues und Jutta Schachler.
- Sie gewann drei Deutsche Staffelmeisterschaften:
1963 und 1964 über 4-mal 100 Meter mit dem Team von Hannover 96 (Christa Elsler als Schluss- bzw. als zweite Läuferin)
1971 über 3-mal 800 Meter mit dem Team des VfL Wolfsburg (unter ihrem bekannteren Namen Christa Czekay als Startläuferin)
- Als Staffelläuferin gewann sie zwei Deutsche Vizemeisterschaften:
1967 über 4-mal 100 Meter mit der Staffel von Hannover 96
1969 über 4-mal 100 Meter mit der Staffel von MTV Peine
- 1963 und 1964 gewann sie mit der Mannschaft von Hannover 96 die Mannschaftswertung im Fünfkampf.
- Das Jahr ihrer größten Erfolge war das Jahr 1969.
  - Am 23. Juni in London lief sie zusammen mit Inge Eckhoff, Antje Gleichfeld und Birgit Hefti über 4-mal 400 Meter in 3:41,5 min deutschen Rekord. Damit war das norddeutsche Quartett um rund sieben Sekunden schneller als die DLV-Auswahl, deren erst eine Woche alter Rekord bei 3:48,4 min gestanden hatte.
  - Am 4. Juli in Zürich lief sie mit 23,7 s über 200 Meter und am 18. Juli in London mit 53,9 s über 400 Meter jeweils persönliche Bestzeit.
  - Am 19. September in Athen bei den Europameisterschaften war sie Mitglied der aus ihr selbst als Startläuferin, Antje Gleichfeld, Inge Eckhoff und Christel Frese bestehenden 4-mal-400-Meter-Staffel, die im Vorlauf in 3:33,9 min einen neuen Weltrekord aufstellte. Am 20. September im Finale konnte sich das Team nochmals steigern und erzielte 3:32,7 min. Diese Zeit bedeutete den Gewinn der Bronzemedaille hinter Großbritannien und Frankreich sowie neuen deutschen Rekord.
- Bei den Halleneuropameisterschaften 1971 in Sofia gewann sie als Schlussläuferin der Staffel über 4-mal 2 Runden (Team: Gisela Ahlemeyer, Gisela Ellenberger, Anette Rückes und Christa Czekay) in 3:39,6 min die Silbermedaille hinter der UdSSR (Gold in 3:36,6 min (WR)) und vor Bulgarien (Bronze in 3:47,9 min)

## Bestzeiten
- 100 m: 11,8 s, Bonn 30. Mai 1971
- 200 m: 23,7 s, Zürich 4. Juli 1969
- 400 m: 53,9 s, London 18. Juli 1969

## Verwendete Quelle
- http: //www.abendblatt.de/extra/service/944949.html?url=/ha/1969/xml/19690623xml/habxml690406_8255.xml Zeitungsartikel 1969 (nicht mehr abrufbar)